# Пудельмопстаксапинчер
«Пудельмопстаксапинчер и другие поучительные рассказы» (нем. Der Pudelmopsdackelpinscher und andere besinnliche Erzählungen) — детская антисемитская книга немецкого писателя Эрнста Химера, изданная в 1940 году издательством Der Stürmer-Buchverlag Юлиуса Штрейхера, объём 95 страниц. Книга иллюстрирована Вилли Хофманом (нем. Willi Hofmann).
Химер использовал средневековые антисемитские стереотипы, а также зооморфный приём переноса негативных черт животных на евреев. Автор приглашает детей активно участвовать в войне против евреев и призывает к их уничтожению.

## Детская литература в нацистской Германии
В нацистской Германии идеология была основана на расистских представлениях о биологии и природе. Образование и идеологическая индоктринация практически не различались между собой. Расовая теория была концептуальной основой учебной программы и объяснением для любых фактов.
Литературовед Даниэль Фельдман из университета имени Бар-Илана пишет, что детские книги с нацистской пропагандой демонстрируют, что общество может почитать науку до такой степени, что делает биологию организующим принципом своей образовательной системы, и при этом производить детскую литературу, пронизанную выдумками и ложью. Антисемитские истории представлены в нацистской детской пропаганде как выражение точных научных данных; научные теории представлены в поддержку конспирологического националистического мифа.

## Автор
Эрнст Химер (1900—1974) по профессии был школьным учителем. С 1938 по 1940 и с 1942 по 1945 год Химер также был главным редактором антисемитского еженедельника Der Stürmer. Кроме этого он написал и издал две детские книги — «Ядовитый гриб» (1938), «Пудельмопстаксапинчер» (1940) и книгу для взрослых «Евреи в пословицах (поговорках) народов» (1942).

## Содержание книги и оценки
Это была третья детская книга, опубликованная издательством Stürmer после «Не верь лисе на зелёном лугу» (1936) и «Ядовитый гриб» (1938). Она составлена из двадцати двух зарисовок животных и организмов из мира природы, включая, помимо змей, гиен, саранчу, клопов и даже бактерий, биологические особенности которых приписываются евреям. Книги Химера были частью обширных планов нацистов по идеологической обработке немецкой молодёжи и преследовали цель привить немецким детям глубокую ненависть к евреям.
По оценке преподавательницы и сотрудницы Мемориального музея Холокоста Мэри Миллс, этот сборник был более опасен для детской психики, чем предыдущие книги. Понимая, что дети в основном интересуются окружающей их природой, Химер сочинил небольшие истории, в центре которых находится то, что обычно считается негативными чертами определённых животных, и завершает каждую историю переносом нежелательных характеристик в человеческий мир — на евреев.
Юным читателям внушалось, что евреи «ленивы, как трутни, бессовестны, как кукушка, трусливы, как гиены, изворотливы, как хамелеон, прожорливы, как саранча, кровожадны, как клопы, нахальны, как воробьи, подлы, как пудельмопстаксапинчер, фальшивы, как змеи, отвратительны, как ленточные черви, опасны, как бациллы». Название всей книге дал рассказ о беспородной собаке, появившейся на свет в результате скрещивания многих пород, — «пудельмопстаксапинчере». Из этого рассказа дети узнавали, что евреи подобны беспородным собакам, ведь они «обнаруживают расовые признаки белых, жёлтых и чёрных народов». Три истории заканчиваются призывами убивать евреев, в частности был призыв уничтожить их как смертельно опасные бактерии. В рассказе о трутнях пчела по имени Мелли «просвещает» своих подруг об «опасности трутней» и призывает их «безжалостно уничтожить».
Химер воспроизводил самые нелепые юдофобские стереотипы, возникшие ещё в эпоху Средневековья и взятые на вооружение теми нацистами, которые пропагандировали вульгарную версию антисемитизма: у евреев оттопыренные уши, кривые ноги, походка вперевалку и т. д. Чаще всего повторялось утверждение о том, что они любят грязь и дурно пахнут. В книге нашлось место и для антисемитских мифов, возникших в Германии уже в Новейшее время: евреи развязали Первую мировую войну, обогащались во время войны и уклонялись от службы в армии; они нанесли «удар кинжалом в спину» победоносной германской армии, совершив в 1918 году революцию. «Просвещая» читателей — именно «просвещением» Химер не раз называет распространение самых диких антисемитских предрассудков и откровенной лжи, — он призывал быть бдительными, не верить евреям, не испытывать к ним жалости и сострадания.
Дэниэль Фельдман обращает внимание на приём, ранее использованный Химером в книге «Ядовитый гриб», — использование терминов отравления. В рассказе, где евреи сравниваются со змеями, Химер описывает действие змеиного яда, который не убивает жертву сразу, а постепенно лишает сил, здоровья и жизни. Ту же аналогию он проводит в отношении евреев и принявшей их у себя нации:

Люди, впускающие евреев, теряют чистоту своей крови. Сначала они почти не замечают, как еврейский яд заражает их тела и души. Но медленно, шаг за шагом, они приходят в упадок.

Химер завершает книгу призывом к молодёжи активно участвовать в войне против евреев. Молодых немцев он называет надеждой Германии и спасителями мира, захваченного еврейской чумой. По оценке Миллс, совокупный эффект стольких сравнений с миром природы должен был сделать уничтожение евреев естественным и ожидаемым явлением. Их истребление представлено как часть естественного порядка вещей, и ребёнку предлагалось спасти нормальную жизнь от катастрофы, запланированной евреями. Ребёнку таким образом была предоставлена возможность перейти от получения информации о разрушениях, причинённых евреями, к активному участию в войне против евреев.
Даже некоторые нацисты считали книгу грубой. Например, ежемесячный журнал НСДАП для партийных лидеров Der Hoheitsträger опубликовал негативную рецензию.

## В современной Германии
Неонацисты в Германии используют для пропаганды антисемитскую детскую литературу. В 2023 году полиция пресекла деятельность двух ультраправых группировок, которые, среди прочего, пытались распространять книгу «Пудельмопстаксапинчер».